# ليوناردو دا سيلفا كوستا
ليوناردو دا سيلفا كوستا (9 مارس 1985 بالبرازيل - ) هو لاعب كرة قدم برازيلي في مركز الهجوم. لعب مع نادي فينترتور وC.D. Juventud Independiente ‏ ونادي سول دي أميريكا.

## وصلات خارجية
- ليوناردو دا سيلفا كوستا على موقع قاعدة بيانات كرة القدم.إي يو (الإنجليزية)
- ليوناردو دا سيلفا كوستا على موقع Soccerway.com (الإنجليزية)